# Tudor-Villa

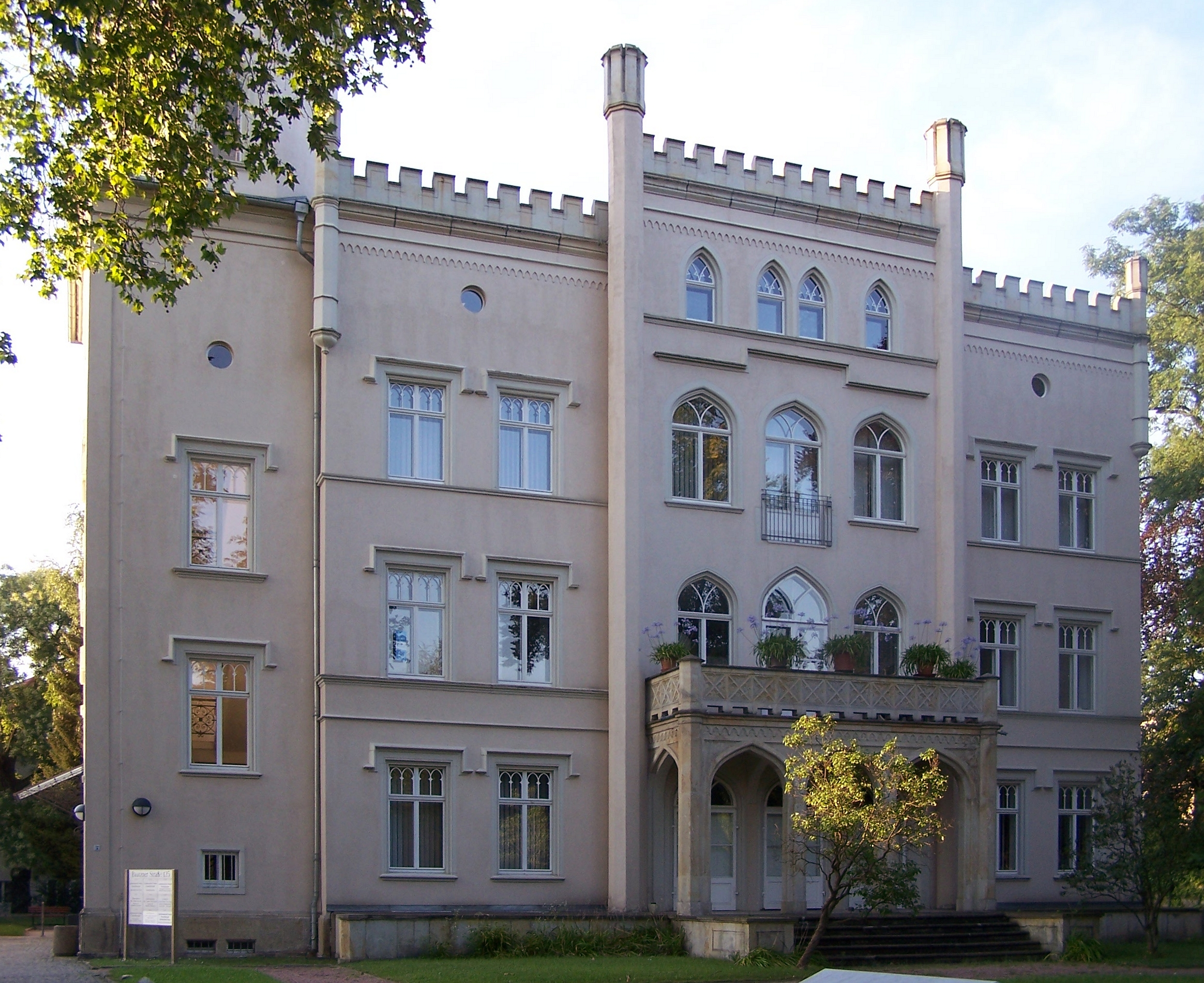
Tudor-Villa Bautzner Straße 125

Die Tudor-Villa (auch Villa Renz genannt) ist ein Gebäude mit der Adresse Bautzner Straße 125 im Preußischen Viertel in Dresden, das seine Fassadengestaltung in Anlehnung an die über Preußen oder Böhmen kommende Tudorgotik erhielt. Die schlossähnliche Villa wurde 1856 für den Zirkusdirektor Ernst Renz (1815–1892) errichtet, Architekt war Theodor Lehnert (1828–1910).
Zwischen Herbst 2021 und Frühjahr 2024 wurde die Villa umfassend denkmalgerecht saniert. Nicht grundhaft erneuert wurde der Garten. Mit Abschluss der Sanierung zogen wieder vier Dienststellen des Dresdner Gesundheitsamts ein.

## Beschreibung
Das Gebäude ist eine dreigeschossige Villa mit einer Frontlänge von 8 Fensterachsen zur Straße und einer von 5 Achsen zur Seite hin. In der Mitte der Fassade befindet sich ein risalitartig hervortretender Vorbau mit einer Frontlänge von drei Fensterachsen, der jedoch gegenüber dem Hauptbau um anderthalb Geschosse erhöht wurde. Vor dem Mittelrisalit befindet sich auf Erdgeschosshöhe eine Vorhalle. Dieser mittlere Vorbau zeigt auch Kielbogenfenster der Tudorgotik. Die Ecken des mittigen Vorbaus werden mit achteckigen Türmchen eingefasst. Auf der linken Seite der Villa befindet sich ein großer, oktogonaler Turm. Vorbild für die Villa waren Villen aus dem Berlin-Potsdamer Raum oder Böhmen (beispielsweise Schloss Hrádek u Nechanic).